# Krapets (Vratsa)
Krapets (Bulgaars: Крапец) is een dorp in het noordoosten van Bulgarije. Het dorp is gelegen in de gemeente Mezdra in de oblast Vratsa. Het dorp ligt hemelsbreed ongeveer 8 km ten oosten van Vratsa en 61 km ten noorden van Sofia.

## Bevolking
Het dorp Krapets had bij een schatting van 2020 een inwoneraantal van 401 personen. Dit waren 45 mensen (12,6%) meer dan 356 inwoners bij de officiële census van februari 2011. De gemiddelde jaarlijkse groei in die periode komt daarmee uit op 1,2%, hetgeen hoger is dan het landelijk jaarlijks gemiddelde over deze periode (-0,63%). Het aantal inwoners vertoonde echter een langzaam maar geleidelijk dalende trend tussen de officiële volkstellingen van 1956 tot en met 2011.
- 1934 592
Koninkrijk Bulgarije
- 1946 647
Volksrepubliek Bulgarije
- 1956 650
Volksrepubliek Bulgarije
- 1965 618
Volksrepubliek Bulgarije
- 1975 539
Volksrepubliek Bulgarije
- 1985 467
Volksrepubliek Bulgarije
- 1992 458
Republiek Bulgarije
- 2001 417
Republiek Bulgarije
- 2011 356
Republiek Bulgarije
- 2020 401
Republiek Bulgarije

- Koninkrijk Bulgarije
- Volksrepubliek Bulgarije
- Republiek Bulgarije

In het dorp leven grotendeels etnische Bulgaren, maar er is ook een grote minderheid van de Roma. In februari 2011 identificeerden 259 van de 356 ondervraagden zichzelf als ethische “Bulgaren”, oftewel 72,8% van alle ondervraagden. Alle overige ondervraagden noemden zichzelf Roma (97 personen oftewel 27,2%).
| Etnische samenstelling van de respondenten (2011) | Etnische samenstelling van de respondenten (2011) | Etnische samenstelling van de respondenten (2011) | Etnische samenstelling van de respondenten (2011) | Etnische samenstelling van de respondenten (2011) |
| ------------------------------------------------- | ------------------------------------------------- | ------------------------------------------------- | ------------------------------------------------- | ------------------------------------------------- |
|                                                   |                                                   |                                                   |                                                   |                                                   |
| Bulgaren                                          | Bulgaren                                          |                                                   | 72,8%                                             | 72,8%                                             |
| Turken                                            | Turken                                            |                                                   | 0,0%                                              | 0,0%                                              |
| Roma                                              | Roma                                              |                                                   | 27,2%                                             | 27,2%                                             |
| Anders/Onbekend                                   | Anders/Onbekend                                   |                                                   | 0,0%                                              | 0,0%                                              |